# Tao
|  | Per a altres significats, vegeu «Tao (desambiguació)». |

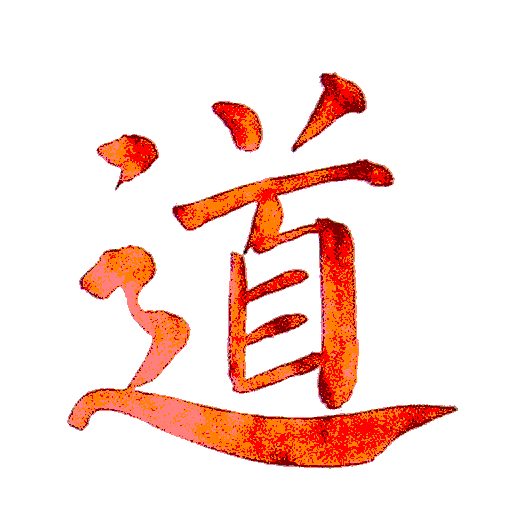
Cal·ligrafia de la paraula Dao.

El Tao o Dao (en xinès 道, pinyin: Dào) és una noció filosòfica i religiosa fonamental dins del pensament xinès i extremoriental en general (a Corea i al Japó es pronuncia Do). La traducció del caràcter mateix vol dir 'camí' o 'ruta', però també 'doctrina' o 'principi', i es fa servir per a indicar filosòficament la naturalesa fonamental o veritable del món, i en aquest cas s'escriu amb majúscula. És un dels conceptes que podem trobar dins les diverses escoles de pensament xinès, com el confucianisme, el moïsme, el taoisme o el neoconfucianisme.

## Caracterització

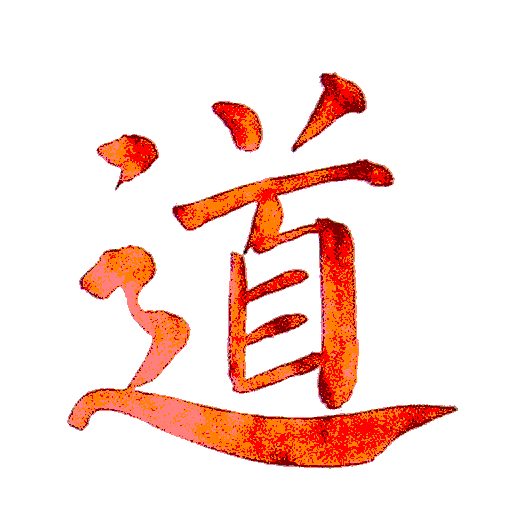
Dao

El Tao, segons Laozi, és quelcom que no pot ser abastat per cap manera pel pensament humà. Per aquest quelcom no existeix cap nom, perquè els noms deriven de les experiències i circumscriuen -i, per tant, limiten- les significacions. Finalment i per necessitat de ser descrit o expressat, se'l va anomenar "tao", que significa 'camí' (recte o virtuós) que condueix a la meta.
Quan Laozi parla del Tao procura allunyar-lo de tot allò que pugui donar una idea de quelcom concret. Prefereix enquadrar-lo dins d'un pla diferent de tot allò que pertany al món tangible. Diu: "Existia abans del Cel i de la Terra". És la matriu de la creació i font de tots els éssers. El Tao tampoc no és temporal o limitat; és impossible definir-lo, mirar-lo o escoltar-lo; el Tao és el No-Ésser.
Zhuangzi considera el Tao com allò inabastable, impossible de definir amb paraules, però al qual podem accedir sempre que no el busquem de manera directa sinó sense actuar, deixant-se portar pel Tao sense imposar la voluntat personal. El Tao constant, indefinible, és l'U, que mitjançant la seva transformació crea "les deu mil coses" (és a dir, totes les coses manifestades). A cada una d'elles li pertany un tao definit, expressat pel que és això -shi- i el que no és pas això -fei-, amb el llenguatge que per a Zhuangzi és insuficient i relatiu per a entendre i explicar el Tao.
L'aigua és un element associat al Tao per les seves característiques d'adaptabilitat a les circumstàncies, que transcorre sense lluitar contra la resta d'elements, de la mateixa manera l'ésser humà pot conèixer el Tao, sense actuar, deixant que el corrent el porti i no imposant-hi la seva voluntat.
"El Tao es desborda com un riu, pot estendre's a dreta i esquerra, realitza la teva obra però sense anomenar-la ni posseir-la [...]" Daodejing. El llibre del dao i del de, LXXVIII (XXXIV)
"[…] Qui no busca trobarà el misteri del tao. Qui busca trobarà l'aparença de les coses [...]" Daodejing. El llibre del dao i del de.

## Significats
Tao significa literalment 'camí', però també pot ser interpretat com a 'canal, via, doctrina o línia'. Ala-Tsitas Chan va afirmar que el tao representa un sistema moral dels confucianistes, però que va començar i fou desenvolupat per taoistes d'acord amb el que és natural, etern, espontani, l'indescriptible discórrer de les coses. Hansen no està d'acord que es tractessin de significats i atributs diferenciats.
Cane afirma que el tao pot ser més o menys el "flux de l'univers" o la força que existeix darrere de l'ordre natural, equiparant-la amb allò que exerceix una influència i manté l'univers en equilibri i amb un ordre determinat. Martinson diu que el tao s'associa amb la natura, ja que preval la creença que la natura mostra el tao. El flux del txi, de l'energia essencial de l'acció i l'existència, sovint és comparat amb l'ordre universal del tao. El tao es relaciona amb l'actitud de negació; segons Keller, és similar a la teologia negativa occidental. Sovint es considera el tao com la font tant de l'existència com de la no-existència. Lafargue afirma que el tao poques vegades és un objecte de culte; ha de ser tractat més com els conceptes hindús d'atman i dharma.